# Iara Iavelberg
Iara Iavelberg (São Paulo, 1944 ― Salvador, 1971) était une militante et guérillera d’extrême gauche brésilienne. 
Psychologue de formation et enseignante à l’université de São Paulo, elle s’engagea dans la lutte armée contre la dictature militaire brésilienne. Elle rejoignit d’abord l’Organização Revolucionária Marxista Política Operária (Polop), puis le Mouvement révolutionnaire du 8 octobre (MR-8). Elle devint la compagne d'un des principaux dirigeants de l’opposition armée contre la junte militaire, l’ancien capitaine de l’armée Carlos Lamarca, qu’elle aida notamment à enlever l’ambassadeur de Suisse en 1970. Elle périt en août 1971 lorsque sa « planque » fut prise d’assaut par les forces de sécurité à Salvador de Bahia — par suicide, selon la version officielle, assassinée, selon une autre thèse corroborée en 2003 par une nouvelle autopsie.

## Biographie
Fille de Davi et Eva Iavelberg, aînée d’une fratrie de quatre enfants, Iara Iavelberg (ou Yara Yavelberg) naquit et grandit dans une famille juive aisée de São Paulo, connut une enfance heureuse et bénéficia d’une éducation en avance sur son temps. Elle eut une connivence particulière avec son frère Samuel Iavelberg (appelé également Melo par ses sœurs Iara et Rosa), de qui elle était le partenaire dans tout ce qu’ils faisaient. 
En 1964, elle s’inscrivit à l’université de São Paulo (USP) en même temps que son frère Samuel, reçu comme elle à l’examen d’entrée. Iara se maria très jeune, à l’âge de seulement 16 ans, avec un médecin, lors d’une cérémonie typiquement juive ; ce mariage précoce lui prouvera le bien-fondé de son militantisme, auquel elle donnera une orientation féministe. Du reste, elle rompra le mariage au bout de seulement trois ans, pour se vouer à l’activité politique. Enfin séparée, à peine entrée dans ses vingt ans, elle devint adepte de l’amour libre, en vogue à l’époque, et eut parmi ses amants le dirigeant étudiant José Dirceu. C’est par le biais du mouvement étudiant qu’Iara Iavelberg entra en contact avec les idées marxistes. De haute stature, attrayante, les yeux clairs et bien soignée de sa personne, elle se hissa bientôt au rang de muse de l’intelligentsia estudiantine paulista de gauche au milieu de la décennie 1960. Intrépide et coquette, elle s’enhardira, durant sa clandestinité, à sortir de son appareil (cache) pour se faire coiffer dans les meilleurs salons de coiffure d’Ipanema, à Rio de Janeiro.
Alors qu’elle militait dans le MR-8, elle fit la connaissance de Carlos Lamarca, commandant de l’organisation Vanguarda Popular Revolucionária (VPR), deux mois après que celui-ci eut déserté de son poste à l’armée, en avril 1969, et s’éprit vivement de lui. Ils décidèrent de vivre ensemble et passeront dix mois terrés dans des appareils au Brésil. Une des camarades qui partageait le logis du couple caché et qui eut donc le loisir d’observer de près la relation entre les deux, était la guerrilheira Vanda, nom de code de Dilma Roussef, future présidente de la république, alors membre de la VPR.
En 1970, le couple et d’autres militants commencèrent un entraînement militaire dans le Vale do Ribeira (région située dans le sud de l’État de São Paulo), lors duquel Iara Iavelberg dispensa des cours théoriques de marxisme aux guérilleros. L’armée, qui avait repéré et encerclé les activistes, fit apposer à travers tout le Brésil des affiches portant la photographie du couple ; Lamarca du reste ne réussira à s’échapper de cet encerclement que d’extrême justesse. Cette même année 1970, le 7 décembre, Lamarca fut à la tête du commando qui enleva à Rio de Janeiro l’ambassadeur suisse Giovanni Bucher, en échange de la libération de 70 prisonniers politiques. Dans les premiers mois de 1971, la plupart des organisations de gauche se trouvaient déjà désarticulées et en partie détruites, et ce qui subsistait de la VPR résolut de s’associer au MR-8. Dans la nouvelle organisation ainsi constituée, Iara Iavelberg, l’intellectuelle, remplissait une fonction de coordination alors que Lamarca, considéré comme le moins qualifié par la nouvelle direction, fut relégué au statut de militant de base et envoyé dans l’arrière-pays de la Bahia, pendant que sa compagne devait se fixer à Salvador. Pendant le voyage de Rio de Janeiro à la Bahia, en juin 1971, Iara Iavelberg et Carlos Lamarca seront ensemble pour la dernière fois. Iara Iavelberg (nom de code Clara) prit congé de lui à Feira de Santana, puis s’en fut pour Salvador, tandis que Lamarca se rendit dans l’arrière-pays bahiannais.

## Mort
L’on ne connaît pas au juste la cause ni même la date de la mort d’Iara Iavelberg. La date officielle est en contradiction avec le rapport du ministère de l’Aéronautique, lequel rapport tient qu’elle se serait suicidée le 6 août, cernée par la police et aux abois dans sa résidence à Salvador. Certains militants, détenus au DOI-CODI de Salvador, affirment avoir entendu ses cris lorsqu’elle était torturée, ce qui va à l’encontre de la version donnée par le ministère de la Marine, version selon laquelle elle périt lors de l’action des forces de sécurité à Salvador.
Le journaliste Elio Gaspari, dans son ouvrage As Ilusões Armadas, A Ditadura Escancarada, de 2002, relate en détail l’encerclement et la mort par suicide d’Iara Iavelberg. Après qu’un des membres de l’organisation à Salvador, qui connaissait le lieu de séjour du couple et le révéla aux forces de répression au bout de deux semaines de torture, des dizaines d’agents se dirigèrent dans la matinée du 20 août vers un immeuble rue Minas Gerais, à Pituba, faubourg sud de la ville ; alors qu’ils escomptaient appréhender Lamarca, ils y trouvèrent Iara Iavelberg. L’immeuble et l’appartement indiqués, au n°201, furent d’abord saturés de gaz lacrymogène, après quoi les policiers firent irruption dans le bâtiment et en ressortirent avec trois détenus, une employée et deux mineurs. Cependant, un enfant habitant l’appartement voisin découvrit, comme déjà les policiers se retiraient, Iara Iavelberg accroupie, une arme à la main, dans le cagibi entre les deux appartements, et rappela la police. Cernée dans le logement rempli de gaz lacrymogène, elle se serait tuée d’une balle, qui lui traversa le cœur et un poumon. Le cadavre fut transporté à l’Institut médico-légal de Salvador, et ce ne fut que plusieurs heures plus tard que l’on s’avisa qu’il s’agissait de la compagne de Carlos Lamarca. Son corps reposera pendant plus d’un mois dans un tiroir de la morgue, en guise d’appât pour Lamarca. Nilda Cunha, lycéenne de 17 ans, capturée lors de l’assaut de l’appartement, faisait partie du MR-8 et avait vécu là avec son amoureux, militant lui aussi, jusqu’à ce qu’ils eurent reçu de la direction de l’organisation l’ordre d’héberger Iara Iavelberg. Torturée par les militaires dans la caserne et contrainte de toucher le cadavre de la guérillera, l’adolescente perdit la raison, fut frappée de cécité, dut être internée à plusieurs reprises, et finit par succomber à l’une de ses crises ; son acte de décès ne mentionnera qu’un « œdème cérébral, à élucider ». 
Le certificat de décès d’Iara Iavelberg, signé par le médecin légiste Charles Pittex, porte comme date officielle de sa mort le 20 août 1971 et indique d’autre part qu’elle fut inhumée par sa famille au cimetière israélite de São Paulo. Son corps avait été remis à la famille dans un cercueil scellé, avec interdiction expresse de l’ouvrir. Carlos Lamarca mourra moins d’un mois après, le 17 septembre, à Pintada, dans le sertão de Bahia.

## Exhumation
En 2003, après des années de fins de non-recevoir, les proches d’Iara Iavelberg, en désaccord avec la version officielle de la mort par suicide, obtinrent finalement, par le biais d’un mandat judiciaire du tribunal de justice de l’État de São Paulo, que la Fédération israélite de l’État de São Paulo acceptât de procéder à l’exhumation du corps de la guérillera, remis à la famille dans une caisse scellée 32 ans auparavant. De la nouvelle autopsie pratiquée, il ressortit qu’Iara Iavelberg avait été assassinée. Aussi la dépouille mortelle de la guérillera put-elle, plus de trente ans plus tard, être retirée de la section des suicidés, où elle avait été enterrée en 1971, et transférée près de la tombe de ses parents, dans un autre secteur du cimetière juif.

## Hommages
L’Institut de psychologie de l’université de São Paulo, voulant rendre hommage à son ancienne élève, baptisa à son nom ce centre universitaire, appelé désormais Centro Acadêmico Iara Iavelberg. Son nom fut également donné à une place du quartier de Bangu, à Rio de Janeiro, et à une autre place encore, dans le district de Pirituba à São Paulo.
En 1994, le metteur en scène Sérgio Rezende réalisa son film Lamarca, dont le scénario était basé sur la biographie de Carlos Lamarca rédigée par Emiliano José et Miranda Oldack et intitulée Lamarca, o capitão da guerrilha ; le personnage d’Iara Iavelberg y est interprété par l’actrice Carla Camurati.
En 2014 est sorti le film-documentaire Em Busca de Iara (litt. À la recherche d’Iara), écrit et produit par sa nièce, Mariana Pamplona.

## Corrélats
- Ana Maria Nacinovic Corrêa
- Vera Sílvia Magalhães
- Sônia de Moraes Angel
- Carlos Lamarca